# Cotulla, Texas
Cotulla là một thành phố thuộc quận La Salle, tiểu bang Texas, Hoa Kỳ. Năm 2010, dân số của xã này là 3603 người.

## Dân số
- Dân số năm 2000: 3614 người.
- Dân số năm 2010: 3603 người.